# Pagode de Vincennes
La pagode du bois de Vincennes, située dans le 12e arrondissement de Paris, est le vestige des pavillons du Togo et du Cameroun issus de l'exposition coloniale internationale de 1931. Elle est devenue le siège de l'Union bouddhiste de France. Elle abrite le plus haut Bouddha d’Europe et des reliques du Bouddha historique données par la Thaïlande à la France. Dans son enceinte, se trouve le temple bouddhiste tibétain de Kagyu-Dzong.

## Histoire

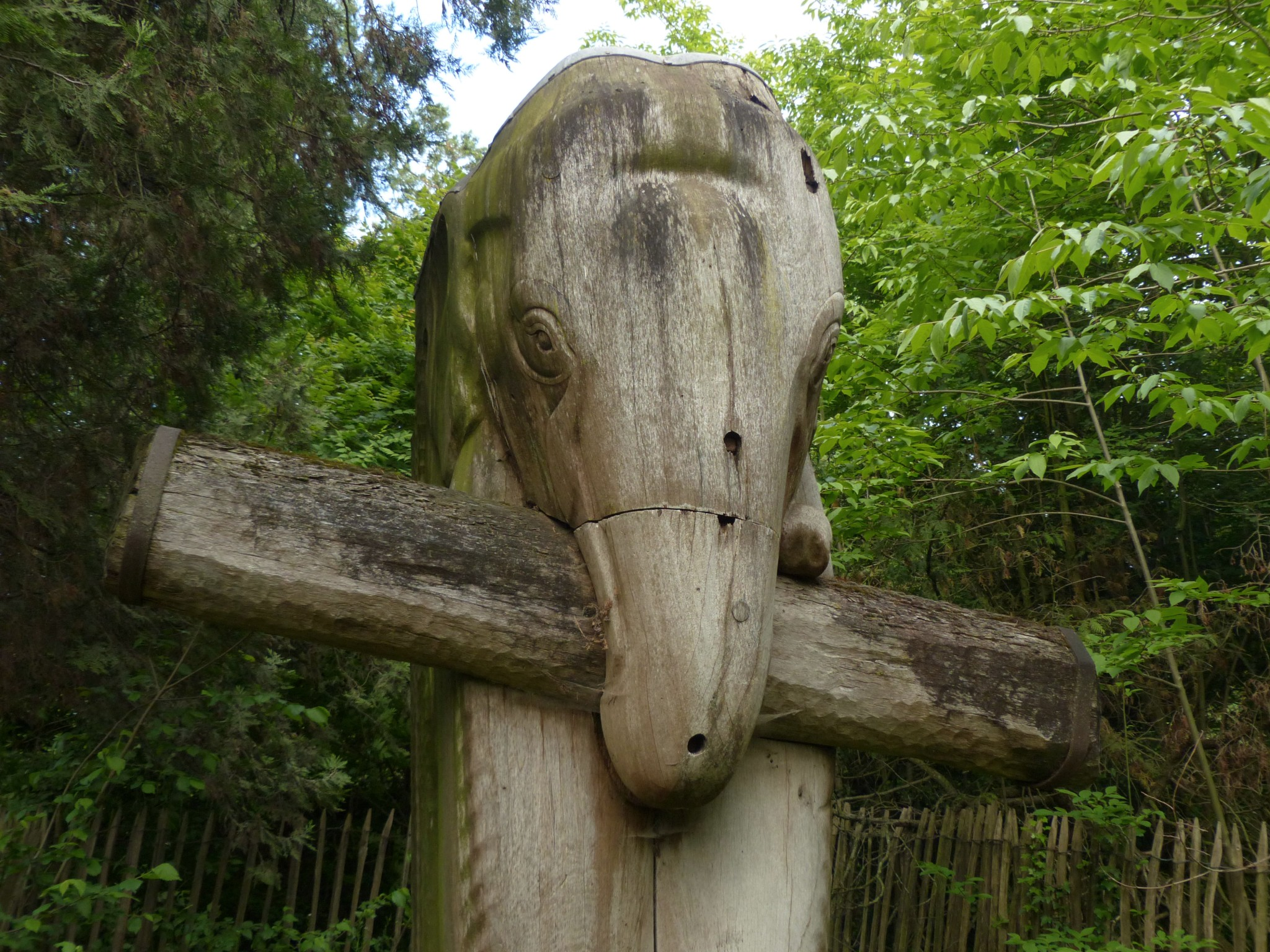
Vestige de l’exposition coloniale de 1931 dans l'enceinte de la Pagode de Vincennes.

La pagode de Vincennes est située dans le Bois de Vincennes, dans le 12e arrondissement de Paris, dans deux des vestiges de l’exposition coloniale internationale de 1931, le « pavillon du Cameroun » et « pavillon du Togo ». Dans cette enceinte de 8 000 m2 située en bordure du lac Daumesnil se trouvent deux bâtiments à l’architecture remarquable conçus par Louis-Hippolyte Boileau et Charles Carrière.
Le grand pavillon dit la Grande Pagode, l'ancien pavillon de la Chasse, l'ancien café, l'ancien pavillon du commissariat, la maison de garde font l'objet d'une inscription au titre des Monuments historiques par arrêté du 29 octobre 1975. L'arrêté du 8 juillet 2024 se substitue au précédent.
Le plus imposant, l’ancien pavillon du Cameroun haut de 28 mètres, a été restauré une première fois et transformé en pagode pour l’exercice du culte en 1977. Il a fait l'objet d'une deuxième restauration en 2015. La restauration du second, qui est l’ancien pavillon du Togo, est prévue par la Ville de Paris. Il renfermera une bibliothèque où seront réunis les textes sur les diverses traditions bouddhiques.
En 1977, le Musée des industries du bois de la ville de Paris devient une pagode. Elle est gérée par l'Institut international bouddhique, association fondée en 1969 par l'ancien ministre Jean Sainteny. La pagode est inaugurée le 28 octobre 1977 par Jacques Chirac, maire de Paris. L'association s'auto-dissout en 2003 et la pagode du bois de Vincennes est alors reprise par l'Union bouddhiste de France.
Dès sa création, la pagode de Vincennes est occupée par diverses obédiences des écoles bouddhiques de la région parisienne et n’a aucun religieux à sa tête. La pagode est un lieu de culte commun ; elle abrite le plus grand Bouddha d’Europe qui est recouvert de feuilles d’or et mesure, avec son socle, plus de 9 mètres de haut. Le site reste la propriété de la ville de Paris.
Dans l'enceinte de la pagode de Vincennes fut également construit entre 1983 et 1985 le temple bouddhiste tibétain de Kagyu-Dzong.

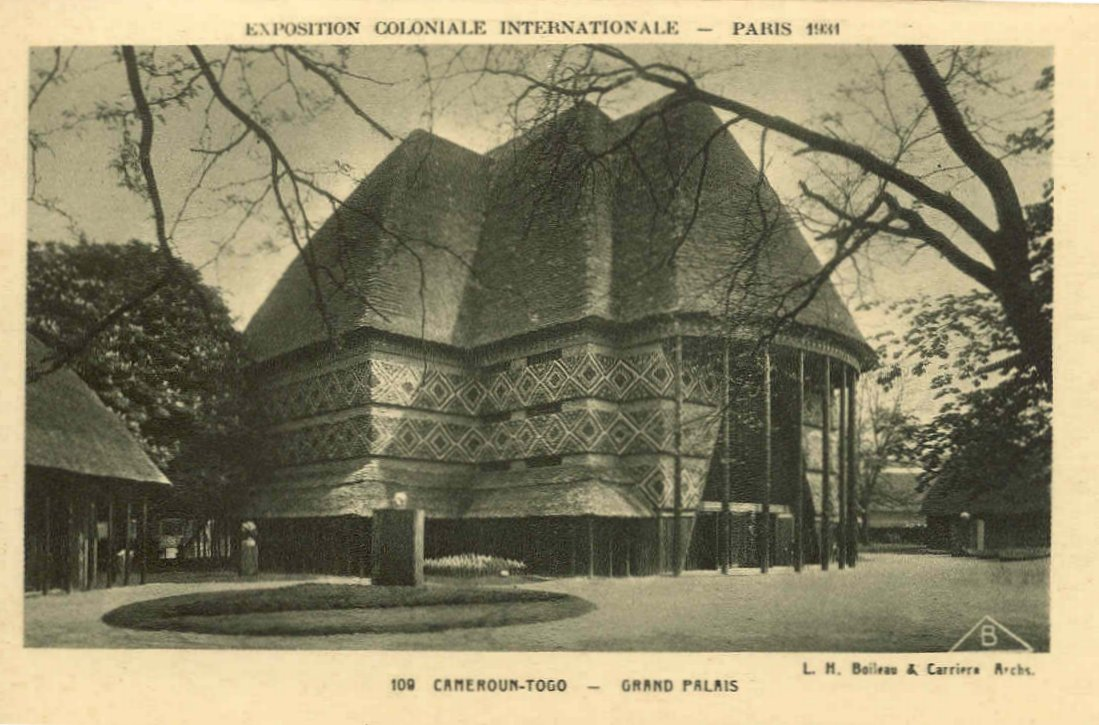
Pavillon du Cameroun et du Togo.

## Reliques

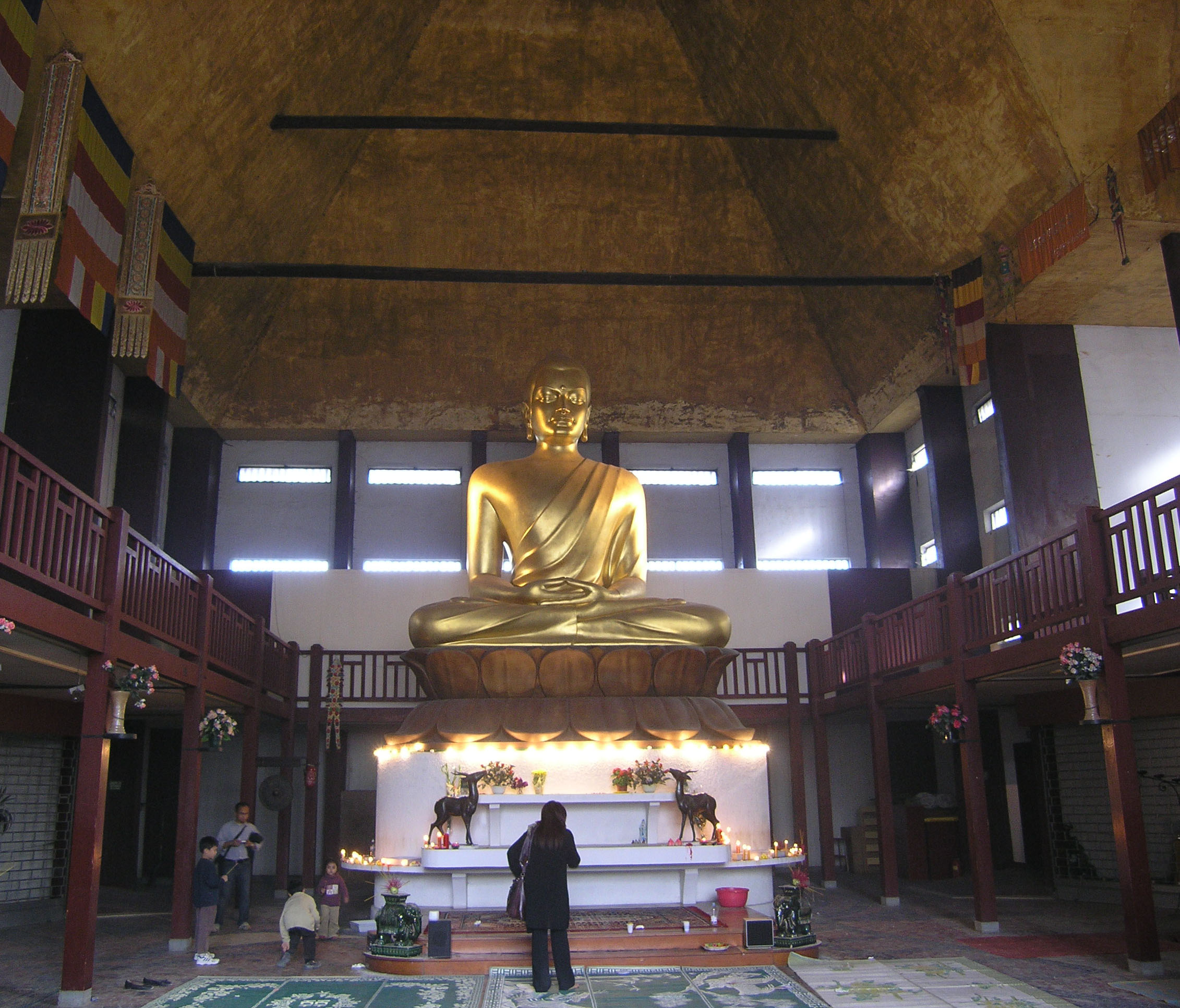
Le grand Bouddha de la pagode de Vincennes

Des reliques du Bouddha historique provenant du Wat Saket de Bangkok ont été déposées à la Grande Pagode de Vincennes, qui devient ainsi le haut lieu spirituel du bouddhisme en Europe.
Le 17 mai 2009, les reliques, des résidus de crémation de corps logés dans une bulle de verre enchâssée dans une sculpture dorée figurant une pagode, ont été portées par quatre hommes sur un palanquin rouge et doré pour entrer au temple. C'était un don de la Thaïlande à la France.
Depuis elles sont visibles sous la statue principale.
Ces reliques ne sont pas destinées à rester indéfiniment sur place, il est possible qu'elles soient prêtées à d'autres pays dans le cadre d'un échange.

## Accès

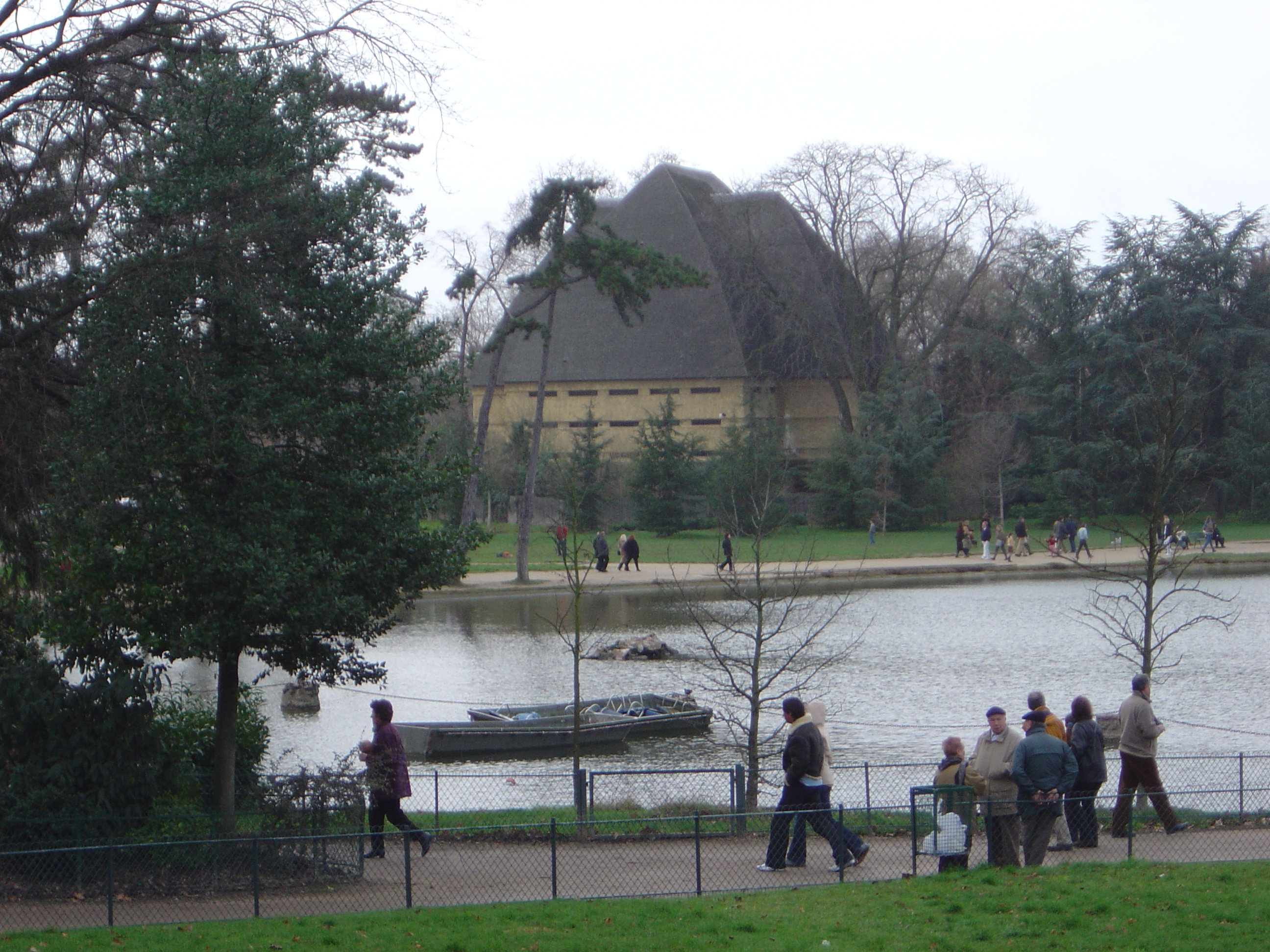
Le Temple bouddhique de la Pagode de Vincennes sur les bords du lac Daumesnil.

La pagode du bois de Vincennes, se trouve au 40, route de Ceinture-du-Lac-Daumesnil dans le 12e arrondissement de Paris. Elle n'est pas ouverte au public en permanence, mais en fonction de son calendrier d'activités et plus particulièrement à l'occasion de la fête de Vesak.
Ce site est desservi par la station de métro Porte Dorée.